# 近距離無線通信

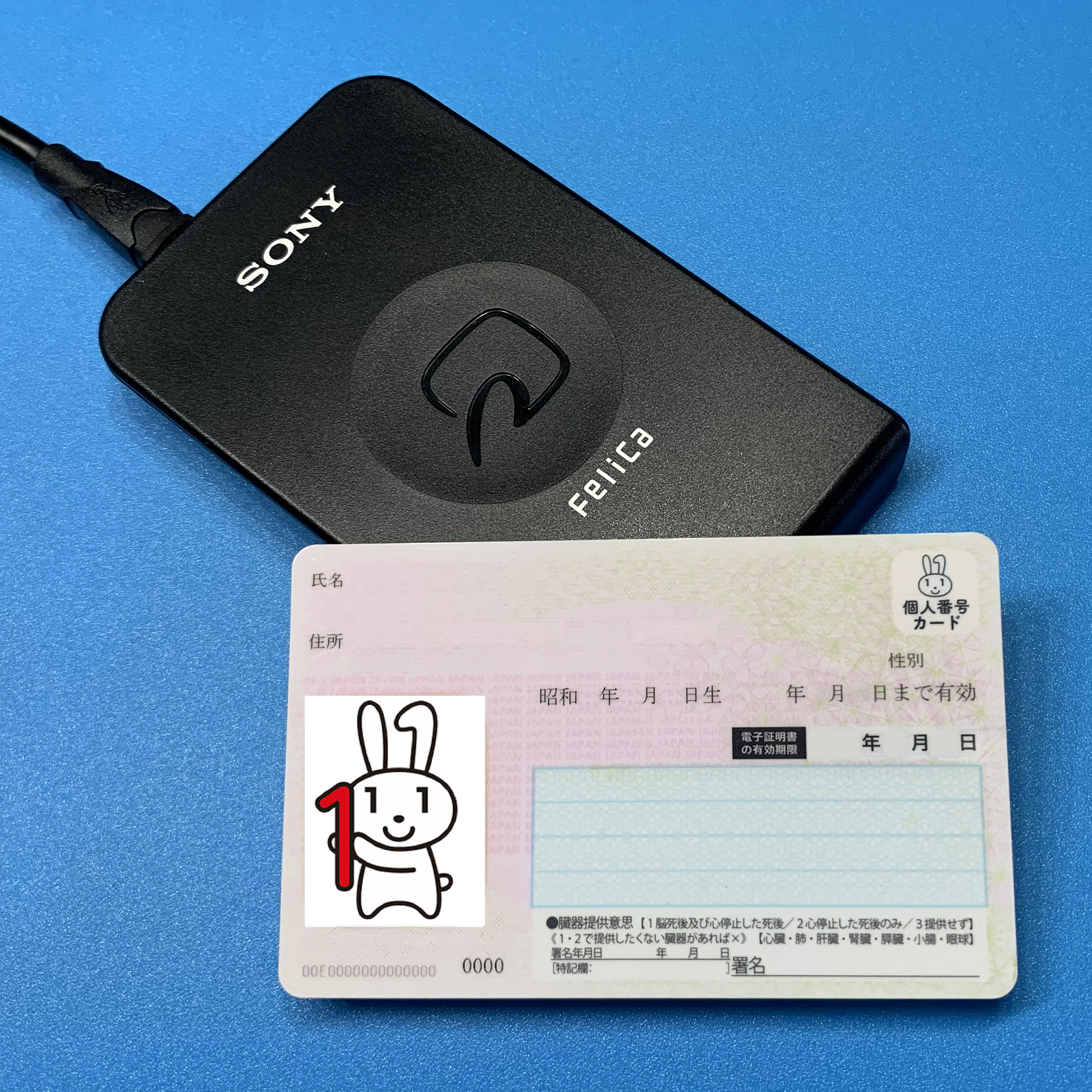
「非接触型 ICカード リーダ/ライタ」と「ICカード」の例

近距離無線通信（きんきょりむせんつうしん）は、広義には交信距離の短い無線通信を指す。狭義にはNear field communication (NFC) の訳語である。
NFCはRFID (Radio Frequency IDentification) と呼ばれる無線通信による個体識別の技術の一種であり、近距離無線通信の技術を統一化した世界共通の規格である。ICチップを内蔵したNFCタグをNFCのリーダ・ライタ機能を有する機器により読み取り・書き込みを行う。
以下、本項目では狭義の意味のNFCについて記述する。その他の近距離無線通信については、関連項目を参照のこと。

## 特徴

### 長所
近距離無線通信を使用する主な利点は、従来の磁気カードや接触型ICカード、あるいは光学式読み取りのバーコード・QRコードと比べると、以下が考えられる。
- 接続時間が短い。光学式読み取りはリーダーやカメラの焦点距離、ピント調整に制約が大きく、これよりもアクセス精度や時間を短縮できる。
- NFCタグにリーダ・ライタ機器を近接させ、あるいは逆にリーダ・ライタ機器にNFCタグを近接させる（かざす）だけで良いため、消費者にとっても扱いやすいと考えられる[5]
- 磁気式や接触型ICと比較すると、非接触である事によりNFCタグやリーダ・ライタ機器の障害や故障率が低くなる。
- 携帯機器間の通信や連携の機能強化、簡易化に応用できる（P2P、Bluetooth認証、Wi-Fi認証など）
- NFCタグ及び通信プロトコルの国際規格 (ISO) 化により、規格に依存しないNFCアプリケーションの開発が可能となる

NFCタグはQRコードと比較されることも多い。NFCタグはQRコードと異なりシリコーン被膜等でタグ自体を覆っても認識には問題ないのでデザイン性を損なうことがなく比較的暗い場所でも利用できる。

### 短所
NFCタグに比べQRコードは生成が容易であり印刷して大量に配布することもできる。QRコードは印刷代のみで足りるが、NFCタグは1枚数十円程度かかりコストは高くなるため大量頒布するものには不向きである。また、再書き込み可能なNFCタグ（NFCシール）も販売されており、多数の第三者の利用を想定する場合は注意しなければならない。

## 非接触ICカードの国際規格
ISO/IEC 10536
密着型 (close coupled) 非接触ICカードの国際標準規格。電磁結合や静電気結合を利用しており交信距離は最長で2mm。
ISO/IEC 14443
近接型 (Proximity) 非接触ICカードの国際標準規格。13.56MHzの周波数を利用して通信を行う。電磁誘導を利用しており交信距離は最長で10cm。通信インタフェースの仕様によりTypeAとTypeBの2種類が存在する。
ISO/IEC 15693
近傍型 (Vicinity) 非接触ICカードの国際標準規格。ISO/IEC 14443と同様に13.56MHzの周波数を利用する。交信距離は最長70cmでフリーゲートシステムや物流の商品タグに利用されている。

## 通信プロトコルの国際規格
ISO/IEC 18092 (NFC IP-1)
NFC (Near Field Communication) は2002年12月にECMA InternationalでECMA-340として初めて規格化された。そして2003年12月に国際標準機化でISO/IEC 18092として規格化された。NFC IP-1 (Interface Protocol-1)。ISO/IEC 14443のType-A (MIFARE)やFeliCaに対応する。ソニー（FeliCaを推進）とNXPセミコンダクターズ（MIFAREを推進、旧フィリップス）の共同開発によって、FeliCaやISO/IEC 14443 (MIFARE) の様に、既に普及しているICカード非接触無線通信技術との下位互換性を維持している。使用周波数はMIFAREなどと同じ13.56MHzである。それまで、日本工業規格 (JIS X 6319-4) に過ぎなかったFeliCaは、このISO/IEC 18092によって、通信方式部分 (NFC Type F) が国際標準化機構に認められた。
ISO/IEC 21481 (NFC IP-2)
2005年1月、拡張規格であるNFC IP-2がISO/IEC 21481として国際標準規格に制定され、ISO/IEC 14443 (Type B) とISO/IEC 15693にも対応した。日本では、トッパン・フォームズ、 アイ・オー・データ機器が対応製品を開発製造している。

## NFCフォーラムとその規格

### NFCフォーラム
NFCは通信プロトコルを画一化してもデータフォーマット（データ形式）に互換性がなければ規格化の意味がない。NFCフォーラムはNXPセミコンダクターズ（設立時は当時親会社のフィリップスとして参加）、ノキア、ソニーの3社によって、2004年に設立された業界標準団体で、NFCデバイス同士の互換性のための実装仕様の策定や、プロモーション、対応デバイスの認定プログラムの運用を行っている。

### NFCフォーラム仕様
NFCフォーラム仕様はISO/IEC 14443やFeliCaの通信技術に対応する（ISO/IEC 10536やISO/IEC 15693は仕様には含まれていない）。NFCフォーラム仕様ではISO/IEC 14443の「TYPE-A」「TYPE-B」を、それぞれNFC-A、NFC-B、FeliCaの通信技術、NFC-Fを「TYPE-F」と称している。NFCフォーラム仕様では以下の3つのモードをサポートする。
カードエミュレーションモード
非接触ICカードの代替となる。
P2Pモード
NFCデバイス同士でのデータ通信をするモード。
リーダー/ライターモード
Type1 (TOPAZ)、Type2 (MIFARE Ultralight)、Type3 (Felica)、Type4 (ISO/IEC14443) の4つのタイプのNFCタグの読み書きができる。
さらにNFCタグの共通データフォーマットとなるNDEF (NFC Data Exchange Format) や、通信で用いるレコードタイプなどの仕様が決められている。

### NFC Bluetooth Handover
NFC ForumとBluetooth SIGにてBluetoothのペアリングをNFCを用いて行うBTSSP (Bluetooth Secure Simple Pairing Using NFC) という標準仕様や、Bluetoothに接続を切り替えるNFC Connection Handoverの仕様を策定している。Android 4.1よりデータ転送にNFCおよびBluetooth、無線LANを併用した、Android Beamが搭載されている。

## NFCチップ製造メーカー
- Broadcom Corporation　BCM20793[13] Nexus 4,Nexus 10
- INSIDE Secure
- インテル
- NXPセミコンダクターズ　65N04 (Nexus 7), HTC EVO 4G LTE 等、65V10 (iPhone 6)
- クアルコム QCA1990
- ルネサス エレクトロニクス
- サムスン電子
- ソニー
- STマイクロエレクトロニクス
- 村田製作所

## NFCスパイツール
NFCフォーラムに準拠したNFC機器のアナログテスト解析は、オシロスコープを利用するのが一般的である 。
ただし、NFCの規格や製品の普及とともに、NFC機器の研究開発からメンテナンス用途として、NFCのプロトコル解析を行うことが増えてきている。
- NomadLAB

## NFCサービス/プロモーション
Visa
- VISAのタッチ決済

コカ・コーラ
- オーストラリアでNFCによるプロモーション